# Oznaczenia Shimano

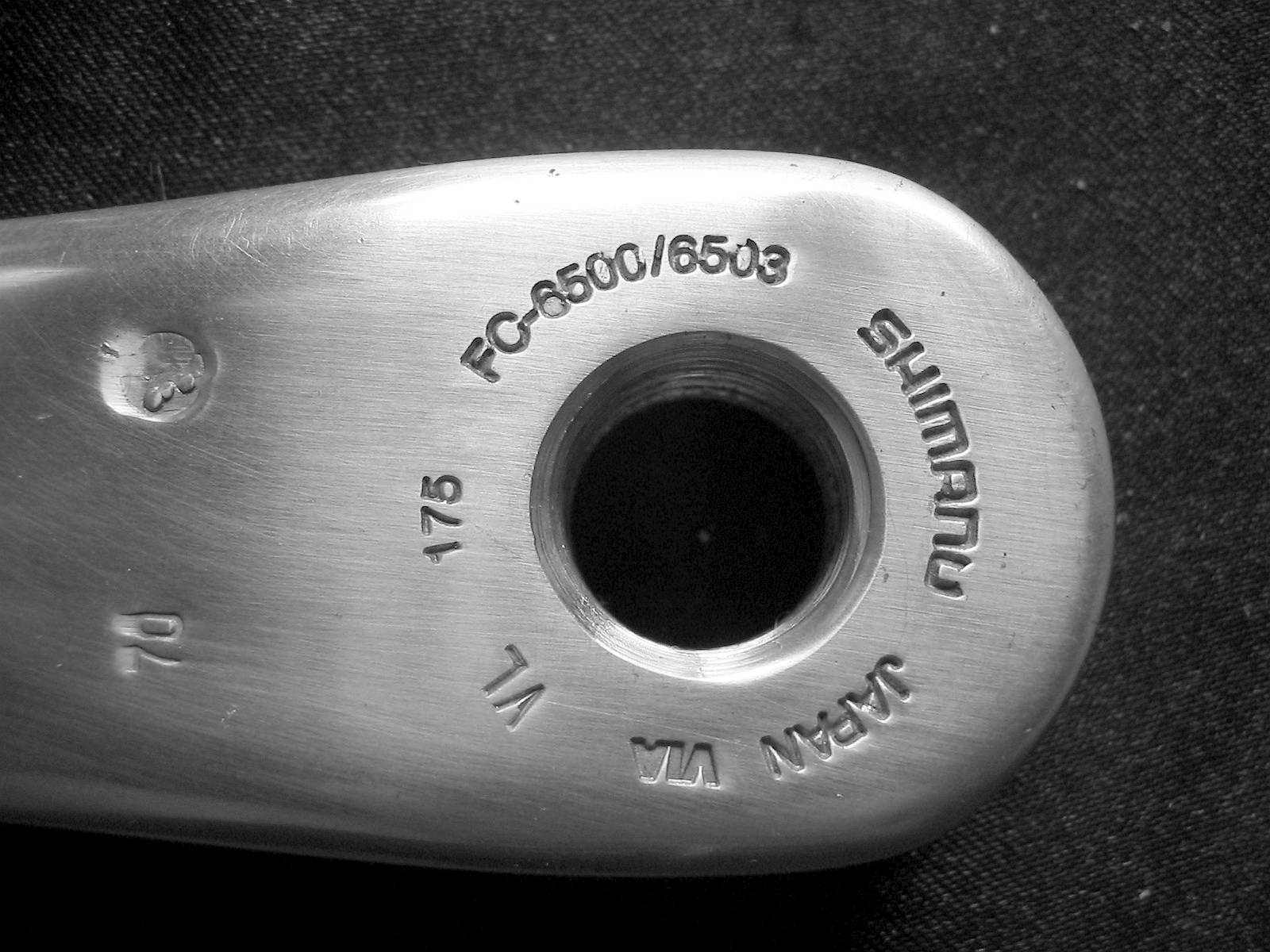
Oznaczenia Shimano na korbie

Oznaczenia Shimano można znaleźć na niemal każdej produkowanej przez tę firmę części. Wyjątkami są tylko modele z początku lat 70. XX wieku i starsze. Shimano jako pierwsza w historii przemysłu rowerowego zaczęła precyzyjnie oznaczać swoje części. Od kilku lat Campagnolo, a także SunTour również stosują identyczne lub bardzo podobne oznaczenia.

## Oznaczenia główne
Oznaczenia główne składają się z dwóch (rzadziej trzech) członów i mają ogólną postać XX-xxxx. Pierwszy człon – zawsze literowy – oznacza typ danej części, drugi – litery lub cyfry – przynależność do grupy osprzętu, jego generację lub bardziej precyzyjne określenie części.

### Pierwszy człon
- AI – automatyczne klamkomanetki (Nexus)
- BB – suport
- BL – klamki hamulcowe
- BR – hamulce (szczęki lub zacisk)
- CB – piasta z torpedem
- CP – osłonka łańcuchowa na szprychy
- CN – łańcuch
- CS – kaseta
- DF – osłona łańcuchowa na rurke tylnych widełek
- DH – piasta z dynamem
- EW – koncentrator i kable w systemie Nexave
- FC – mechanizm korbowy
- FD – przerzutka przednia
- FH – piasta tylna
- FS – przedni widelec amortyzowany
- HB – piasta przednia
- HD – kierownica
- HP – łożyska sterowe
- HS – wspornik kierownicy
- ID – analogowy wyświetlacz przełożenia
- IF – piasta tylna z przekładnią wewnętrzną i bębenkiem
- LP – lampka
- MF – wolnobieg nakręcany
- PD – pedały
- RD – przerzutka tylna
- RM – obręcz
- RR – reflektor
- RS – amortyzator tylny
- SB – manetki obrotowe
- SC – licznik Flight Deck
- SE – panel sterowania
- SF – pojedyncza zębatka nakręcana (z wolnobiegiem)
- SG – automatyczna, planetarna piasta tylna (Nexus)
- SH – buty
- SI – pancerzyk
- SL – manetki przerzutek
- SM – inne części
- SP – sztyca
- SQ – szybkozamykacz podsiodłowy
- SS – pojedyncza zębatka nakręcana, torowa (bez wolnobiegu)
- ST – klamkomanetki
- SW – elektroniczny panel sterowania (np. światłami)
- TL – narzędzia
- WH – koła

### Drugi człon
Oznaczenia przynależności do grup osprzętu, zwykle cztery litery lub cyfry (w nawiasach lata produkcji):
- 1050 – 105 (1987 – 1988)
- 105x – 105SC (1988 – 1998)
  - 1055 – 105SC (1988 – 1994)
  - 1056 – 105SC (1995 – 1998)
- 220x – 2200 (2003 – dziś)
- 3xxx – Sora (2000 – dziś)
  - 330x – Sora (2000 – 2007)
  - 34xx – Sora (2008 – 2016)
  - R30xx – Sora (2016 – dziś)
- 4xxx – Tiagra (2000 – dziś)
  - 440x – Tiagra (2000 – 2006)
  - 450x – Tiagra (2007 – dziś)
- 500x – Santé (1987 – 1988)
- 550x – 105 9-speed (1999 – 2005)
- 560x – 105 10-speed (2006 – 2010)
- 570x – 105 10-speed (2011 – 2014)
- 580x – 105 11-speed (2015 – 2018)
- R70xx – 105 11-speed (2018 – dziś)
- 6xxx – 600/Ultegra (1978 – dziś)
  - 60xx – 600 (1978 – 1981)
  - 61xx – 600 (1982 – 1987)
  - 62xx – 600EX (1982 – 1984)
  - 6207/6208 – New 600EX (1985 – 1987)
  - 63xx – 600AX (1982 – 1984)
  - 64xx – 600 Ultegra (1988 – 1997)
  - 65xx – Ultegra 9-speed (1998 – 2004)
  - 66xx – Ultegra 10-speed (2005 – 2009)
  - 67xx – Ultegra (2010)
  - 677x – Ultegra Di2 (2012)
- 7xxx – Dura-Ace (1973 – dziś)
  - 70xx – Dura-Ace 10 (1976 – 1983)
  - 72xx – Dura-Ace EX (1978 – 1983)
  - 73xx – Dura-Ace AX (1980 – 1983)
  - 74xx – Dura-Ace (1984 – 1996)
  - 75xx – Dura-Ace Track (1982 – 1984)
  - 76xx – Dura-Ace Track (1985 – 1996)
  - 77xx – Dura-Ace 9-speed (1997 – 2003)
  - 78xx – Dura-Ace 10-speed (2004 – 2008)
  - 79xx – Dura-Ace (2009)
  - 797x – Dura-Ace Di2 (2009)
  - 900x – Dura-Ace 11-speed (2013)
  - 907x – Dura-Ace 11-speed Di2 (2013)
  - R910x – Dura-Ace 11-speed (2017)
  - R917x – Dura-Ace 11-speed Di2 (2017)
- A050 – A050 (2003 – dziś)
- A105 – 105 (1984 – 1986)
- A25x/A300 – Exage 300EX (1990 – 1999)
- A35x/A400 – Exage 400EX (1990 – 1994)
- A41x – RSX (1995 – 1999)
- A450 – Exage Sport (1988)
- A500 – Exage 500EX (1990 – 1994)
- A55x – RX100 (1990 – 1999)
- ADxx – Adamas AX (1982)
- ATxx – Altus (1982 – 1984)
- AXxx – Integer AX (1982)
- C05x – C050 (2001 – dziś)
- C10x – C100 (2000 – 2003)
- C2xx – Exage 200CX (1992)
- C20x – C200 (2000 – 2004)
- C4xx – Exage 400CX (1993 – 1995)
- C5xx – Exage 500CX (1992)
- C50x – C500 (2003 – dziś)
- C53x – Nexave C530 Intego (2004 – dziś)
- C60x – Nexave C600 (2002 – dziś)
- C70x – Exage 700CX (1993 – 1995)
- C81x – Nexave C810 (2004 – dziś)
- C90x – Nexave C900 (2001 – 2004)
- CTxx – Altus (1993 – dziś)
  - CT1x – Altus C10 (1993)
  - CT2x – Altus C20 (1993 – 1995)
  - CT5x – Altus C50 (1994 – 1995)
  - CT9x – Altus C90 (1996 – dziś)
- DExx – Deore (1982 – 1984)
- E700 – Nexus (1991)
- EGxx – Eagle II (1982)
- F70x – Capreo (2004 – dziś)
- M10x – 100GS (1991 – 1992)
- M20x – 200GS (1991 – 1992)
- M250 – Exage Country (1988 – 1991)
- M28x/M29x – Acera-X (1995 – 1998)
- M300 – Exage 300LX (1991 – 1992)
- M32x – Exage LT (1993)
- M35x – Exage Trail (1988 – 1991)
- M3xx – Acera (1999 – 2015)
  - M33x – Acera (1999 – 2002)
  - M34x – Acera (2003 – 2008)
  - M36x – Acera 8-speed (2009 – 2015)
  - M39x – Acera 9-speed (2012 – 2015)
- M300x – Acera (2016 – dziś)
- M400 – Exage 400LX (1991 – 1992)
- M4xx – Alivio (2006 – 2014)
  - M41x – Alivio (2006 – 2009)
  - M43x – Alivio 9-speed (2009 – 2014)
- M400x – Alivio (2015 – dziś)
- M45x – Exage Mountain (1988 – 1991)
- M50x – Exage 500LX (1992)
- M5xx – Deore (2000 – 2013)
  - M51x – Deore (2000 – 2005)
  - M52x – Deore ES (1993)
  - M53x – Deore (2006 – 2009)
  - M59x – Deore (2010 – 2013)
- M61x – Deore (2014 – 2016)
- M600x – Deore (2017 – dziś)[1]
- M5xx – Deore LX (1990 – 2008)
  - M55x – Deore LX (1990 – 1992)
  - M56x – Deore LX (1993 – 1998)
  - M57x – Deore LX 9-speed (1999 – 2004)
  - M58x – Deore LX (2005 – 2008)
- M60x – DX (1997 – 2002)
- M60x – Hone (2005 – 2008)
- M65x – Deore DX (1990 – 1993)
- M6xx – SLX (2009 – 2016)
  - M66x – SLX (2009 – 2012)
  - M67x – SLX (2012 – 2016)
  - M700x – SLX 11-speed (2017 – 2019)[2]
  - M7100 - SLX 12-speed (2019 - dziś)[3]
- M7xx – Deore XT (1983 – 2014)
  - M700 – Deore XT (1983 – 1986)
  - M730 – Deore XT (1987 – 1988)
  - M732 – Deore XT II (1989 – 1991)
  - M735 – Deore XT (1990 – 1993)
  - M737 – Deore XT (1994 – 1996)
  - M739 – Deore XT (1996 – 1998)
  - M75x – Deore XT 9-speed (1999 – 2004)
  - M76x – Deore XT (2004 – 2007)
  - M77x – Deore XT (2008 – 2011)
  - M78x – Deore XT (2012 – 2014)
- M8xxx – Deore XT (2015 – dziś)
  - M800x – Deore XT (2015 – 2019)[4]
  - M810x – Deore XT (2019 – dziś)[3]
- M8xx – Saint (2004 – dziś)
  - M80x – Saint (2004 – 2008)
  - M81x – Saint (2009 – 2012)
  - M82x – Saint (2013 – dziś)
- M9xx – XTR (1992 – 2014)
  - M90x – XTR (1992 – 1994)
  - M910 – XTR (1995)
  - M950/M951 – XTR (1996 – 1998)
  - M952/M953 – XTR 9-speed (1999 – 2002)
  - M96x – XTR (2003 – 2006)
  - M97x – XTR (2007 – 2010)
  - M98x – XTR 10-speed (2010 – 2014)
- M9xxx – XTR (2015 – dziś)
  - M900x – XTR 11-speed (2015 – 2017)
  - M910x – XTR 12-speed (2018 – dziś)[5]
- MC1x/MC2x – Alivio (1994 – 2005)
  - MC10 – Alivio (1994)
  - MC12 – Alivio (1995 – 1996)
  - MC14 – Alivio (1996 – 1997)
  - MC16 – Alivio (1997 – 1998)
  - MC18 – Alivio (1999 – 2000)
  - MC20 – Alivio (2001 – 2005)
- MC30/MC32/MC34 – STX (1994 – 1999)
- MC31 – STX-SE (1994)
- MC33/MC36/MC38 – STX-RC (1994 – 1999)
- MC4x – STX-RC (1994 – 1999)
- MJxx – MJ (1994 – 2000)
- MRxx – Tourney 40 (1999 – 2003)
- MTxx – Deore DX (1990 – 1993)
- MT6x – Deore (1988 – 1989)
- MX1x – SX (1982)
- MX2x/MX6x – DX (1982)
- MX7x – DXR (2007 – dziś)
- Pxxx – Positron (1982 – 1988)
- S500 – Alfine (2007 – dziś)
- T300 – Nexave T300 (1999 – 2004)
- T400 – Nexave T400 (1998 – 2002)
- T66x – Deore LX (2009)
- T78x – Deore XT (2012)
- TSxx – Tourney (1996 – dziś)
- TXxx – Tourney (2004 – dziś)
- TYxx – Tourney (1993 – dziś)
  - TY20 – Tourney 20 (1993 – 1995)
  - TY21/TY22 – Tourney 21/22 (1994 – 1999)
  - TY3x – Tourney 30 (2000 – dziś)
- Zxxx – Z (1984 – 1986)

Inne części:
- hamulce:
  - IMxx – hamulce rolkowe
- kasety i łańcuchy:
  - HGxx – system HyperGlide
  - IGxx – system Interactive Glide
  - UGxx – system UniGlide
- manetki:
  - SSxx – manetki przerzutek na rogach
- piasty:
  - NXxx – piasta z dynamem
- suporty:
  - ESxx – oś na wielowypust
  - UNxx – oś na kwadrat
  - BBxx – oś zintegrowana z prawym ramieniem korby
- inne części (pierwszy człon SM):
  - ADxx – adapter obejmy dla przerzutek przednich
  - ARxx – butla ciśnieniowa (grupa Airlines)
  - BHxx – przewód hydrauliczny z tworzywa
  - DB-OIL – olej mineralny
  - HOSE – przewód hydrauliczny
  - PMxx – modulator siły hamowania
  - RTxx – tarcza hamulca tarczowego
  - SHxx – bloki do pedałów zatrzaskowych
  - STxx – wskaźniki przełożenia do klamkomanetek szosowych

### Trzeci człon
Dodatkowo, za oznaczeniem głównym mogą pojawić się następujące litery lub cyfry:
- AR – części z grupy Airlines
- L – wersja w kolorze czarnym
- S – wersja w kolorze srebrnym
- SPEC – specjalna wersja Dura-Ace na 25-lecie grupy (2002)
- kasety i wolnobiegi nakręcane:
  - 6 – sześciorzędowa
  - 7 – siedmiorzędowa
  - 8 – ośmiorzędowa
  - 9 – dziewięciorzędowa
  - I – pełna kompatybilność z systemem Interactive Glide
  - TI – największe zębatki wykonane ze stopów tytanu
- klamkomanetki:
  - C – kompatybilne z Flight Deck
- mechanizmy korbowe:
  - 1 – z jedną zębatką
  - 2 – z dwoma zębatkami
  - 3 – z trzema zębatkami
  - 4 – pająk czteroramienny
  - 5 – pająk pięcioramienny
  - BP – zębatki BioPace
  - DH – wersja zjazdowa z jedną zębatką
  - IG – zębatki zgodne z systemem Interactive Glide
  - SG – zębatki SuperGlide
  - SK – gniazdo na wielowypust
- piasty:
  - NT – oś mocowana na nakrętki
  - QR – oś mocowana na szybkozamykacz
  - R – tylna piasta z bębenkiem Silent Roller Clutch
- przerzutki przednie:
  - B – mocowanie na obejmę
  - E – mocowanie do suportu
  - F – mocowanie na hak ramy
- przerzutki tylne:
  - GS – średni wózek
  - MR – współpracuje z MegaRange
  - SGS – długi wózek
  - SS – krótki wózek

## Data produkcji
Data produkcji jest zakodowana dwiema literami. Pierwsza oznacza rok produkcji, druga miesiąc. Data produkcji nie oznacza daty wprowadzenia do sprzedaży, która zwykle jest o rok późniejsza.

### Rok produkcji
- A – 1976 lub 2002
- B – 1977 lub 2003
- C – 1978 lub 2004
- D – 1979 lub 2005
- E – 1980 lub 2006
- F – 1981 lub 2007
- G – 1982 lub 2008
- H – 1983 lub 2009
- I – 1984 lub 2010
- J – 1985 lub 2011
- K – 1986 lub 2012
- L – 1987 lub 2013
- M – 1988 lub 2014
- N – 1989 lub 2015
- O – 1990 lub 2016
- P – 1991 lub 2017
- Q – 1992 lub 2018
- R – 1993 lub 2019
- S – 1994 lub 2020
- T – 1995 lub 2021
- U – 1996 lub 2022
- V – 1997 lub 2023
- W – 1998
- X – 1999
- Y – 2000
- Z – 2001

### Miesiąc produkcji
- A – styczeń
- B – luty
- C – marzec
- D – kwiecień
- E – maj
- F – czerwiec
- G – lipiec
- H – sierpień
- I – wrzesień
- J – październik
- K – listopad
- L – grudzień

## Dodatkowe oznaczenia
Części mogą też nosić dodatkowe oznaczenia znajdujące się zwykle obok głównych.

### Kraj produkcji
- China – Chiny
- Japan – Japonia
- Malaysia – Malezja
- Singapore – Singapur
- Indonesia – Indonezja

### Specyficzne oznaczenia
- kasety (na zębatkach)
  - ab – układ 11-19, 7 zębatek
  - ac/aj – układ 11-28, 7 zębatek
  - ad – układ 12-24, 6 zębatek
  - af – układ 11-24, 6 zębatek
  - ag – układ 11-28, 7 zębatek IG
  - ah – układ 11-28, 8 zębatek
  - ai – układ 11-24, 7 zębatek
  - ak – układ 11-30, 8 zębatek, aluminiowy pająk
  - am – układ 11-30, 7 zębatek
  - an – układ 11-30, 8 zębatek
  - ao – układ 11-34, 8 zębatek
  - ap – układ 12-34, 9 zębatek, aluminiowy pająk
  - aq – układ 11-32, 9 zębatek, aluminiowy pająk
  - ar – układ 11-32, 9 zębatek
  - as – układ 11-34, 9 zębatek, aluminiowy pająk
  - au – układ 11-34, 9 zębatek
  - aw – układ 11-32, 8 zębatek
  - ax – układ 14-28, 7 zębatek
  - bb – układ 11-33, 8 zębatek
  - bc – układ 11-36, 9 zębatek
  - cx – układ 13-34, 6 zębatek
  - cy – układ 13-34, 7 zębatek
  - E – układ 12-28, 7 zębatek
  - F – układ 14-32, 7 zębatek
  - G – układ 13-30, 7 zębatek
  - H – układ 13-26, 7 zębatek
  - I – układ 13-23, 7 zębatek
  - K – układ 13-34, 7 zębatek
  - L – układ 12-21, 7 zębatek
  - M – układ 13-28, 7 zębatek
  - P – układ 12-32, 8 zębatek, aluminiowy pająk
  - Q – układ 12-28, 8 zębatek, aluminiowy pająk
  - R – układ 11-28, 8 zębatek, aluminiowy pająk
  - S – układ 12-21, 8 zębatek
  - T – układ 13-23, 8 zębatek
  - U – układ 12-23, 8 zębatek
  - V – układ 13-26, 8 zębatek
  - W – układ 12-25, 8 zębatek
  - Y – układ 14-28, 6 zębatek
- kółka przerzutki tylnej:
  - BEARING – łożysko toczne
  - BUSHING – łożysko ślizgowe
  - CENTERON G-PULLEY – kółko górne, prowadzące
  - CERAMIC – łożysko ceramiczne
  - SEALED – dodatkowe uszczelki gumowe
- manetki:
  - FRICTION SET – praca w trybie ciernym
  - SIS SET – praca w trybie indeksowanym
- mechanizmy korbowe:
  - xxx (cyfry) – długość korb (np. 170 oznacza 170 mm)
- obejmy klamek, manetek i klamkomanetek:
  - 22.2 – na kierownicę prostą (średnica 22,2 mm)
  - 23.8 – 24.2 – na kierownicę szosową (średnica 23,8 – 24,2 mm)
- przerzutki przednie:
  - 66-69° – kąt między rurą podsiodłową a rurkami widełek ramy
  - 28.6 – obejma o średnicy 28,6 mm
  - 31.8 – obejma o średnicy 31,8 mm
  - 34.9 – obejma o średnicy 34,9 mm
- stery:
  - 1" – rozmiar 1-calowy
- suporty:
  - 68 – mufa o szerokości 68 mm
  - 70 – mufa o szerokości 70 mm
  - 73 – mufa o szerokości 73 mm
  - BC1.37x24 – gwint angielski BSA
  - 36x24T – gwint włoski
  - xxx.x – długość osi w mm (np. 109.5 oznacza 109,5 mm)
- szczęki hamulcowe (szosowe):
  - 39-49 – krótki zasięg ramion (w mm)
  - 49-59 – długi zasięg ramion (w mm)
- sztyca:
  - xx.x mm – średnica (np. 27.2 oznacza 27,2 mm)
- zębatki kasety:
  - xxT – liczba zębów

## Przykład
Spójrzmy na przykład pokazujący jak poprawnie odkodować oznaczenia Shimano:
|  | - Shimano – producent - Japan – kraj produkcji: Japonia - VIA – symbol japońskiego standardu jakości - VL – data produkcji: grudzień 1997 - 175 – długość korb: 175 mm - FC-6500/6503 – mechanizm korbowy z grupy Ultegra |